# Bernadette Flynn

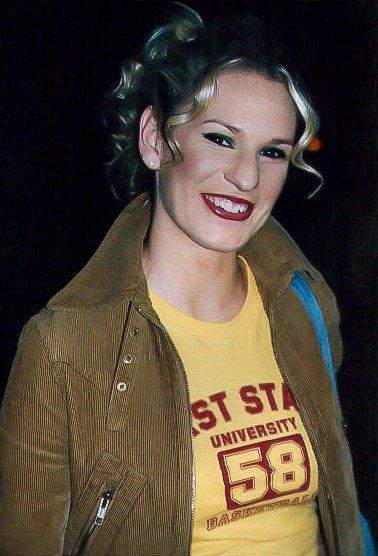
Bernadette Flynn 2001 in München

Bernadette Flynn-O'Kane (* 1. August 1979 in Nenagh, County Tipperary, Irland) ist eine irische Tänzerin.
Sie begann mit vier Jahren an der Browne Academy of Dance zu tanzen. Ihre Tanzlehrerin war Dorian Brown. In ihrer bemerkenswerten Irish-Dance-Karriere gewann sie sechsmal die Weltmeisterschaften und siebenmal die All Irelands. Flynn tanzte in den Jahren 1996 bis 1998 die Hauptrolle der „Saoirse“ in den sehr erfolgreichen und beliebten Tanzshows Lord of the Dance und Feet of Flames. Nach Feet of Flames wechselte sie wieder zur Troupe 1 von Lord of the Dance. Sie ist mit dem Tänzer Damien O'Kane verheiratet, der ebenfalls bei Lord of the Dance tanzt und meist die Rolle des „Lord“ tanzt. Mit O'Kane betreibt sie die Flynn-O'Kane Academy of Irish Dance.